# La Conquista, Pijijiapan
La Conquista är en ort i Mexiko.   Den ligger i kommunen Pijijiapan och delstaten Chiapas, i den sydöstra delen av landet, 700 km sydost om huvudstaden Mexico City. La Conquista ligger 12 meter över havet och antalet invånare är 473.
Terrängen runt La Conquista är mycket platt. Havet är nära La Conquista åt sydväst. Runt La Conquista är det ganska glesbefolkat, med 28 invånare per kvadratkilometer. La Conquista är det största samhället i trakten. Omgivningarna runt La Conquista är en mosaik av jordbruksmark och naturlig växtlighet.